# Florijan Kadriu
Florijan Kadriu (in macedone Флоријан Кадриу?; Tetovo, 30 settembre 1995) è un calciatore macedone, attaccante dello Shkupi.

## Carriera
Il 25 gennaio 2018 viene acquistato a titolo definitivo dalla squadra macedone del Renova.